# Seri Tanjung (Tanjung Batu)
Seri Tanjung is een bestuurslaag in het regentschap Ogan Ilir van de provincie Zuid-Sumatra, Indonesië. Seri Tanjung telt 3978 inwoners (volkstelling 2010).